# Lars Falk (militär)
Lars Gustav Falk, född 11 februari 1914 i Katarina församling, Stockholm, död 12 augusti 1994 i Norrtälje, Stockholms län, var en svensk militär.

## Biografi
Falk var son till revisorn Gustav Svenson och Elfrida Falk. Han tog studentexamen 1933 och officersexamen 1936. Falk blev fänrik vid Karlsborgs luftvärnsregemente (A 9) 1936. Han blev löjtnant i luftvärnet 1939, gick på Artilleri- och ingenjörhögskolan 1942 och blev kapten 1944. Han var chef för Stockholms luftvärnsregementes batteri på Gotland (Lv 3 G) 1948-1952 och chef för Östgöta luftvärnsregementes batteri på Gotland (Lv 2 G) 1952-1954. Han blev major vid Stockholms luftvärnsregemente (Lv 3) 1955. Han tjänstgjorde vid luftvärnsförbanden i England 1959 och utnämndes till överstelöjtnant 1972.
Han var medlem av Svenska Frimurareorden.
Falk gifte sig 1939 med Britta Grönvall (1916-2003), dotter till civilingenjören Gösta Grönvall och Elsa Cristersson. Han var far till Claes (född 1942), Bertil (född 1944) och Hans (född 1950).

## Utmärkelser
Falks utmärkelser:
- Riddare av Svärdsorden (RSO)
- Stockholms luftvärnsförenings silvermedalj (Sthlms Iv:fören SM)
- Gotlands befälsförbunds silvermedalj (Gotl bfb SM)